# بیشه‌زار

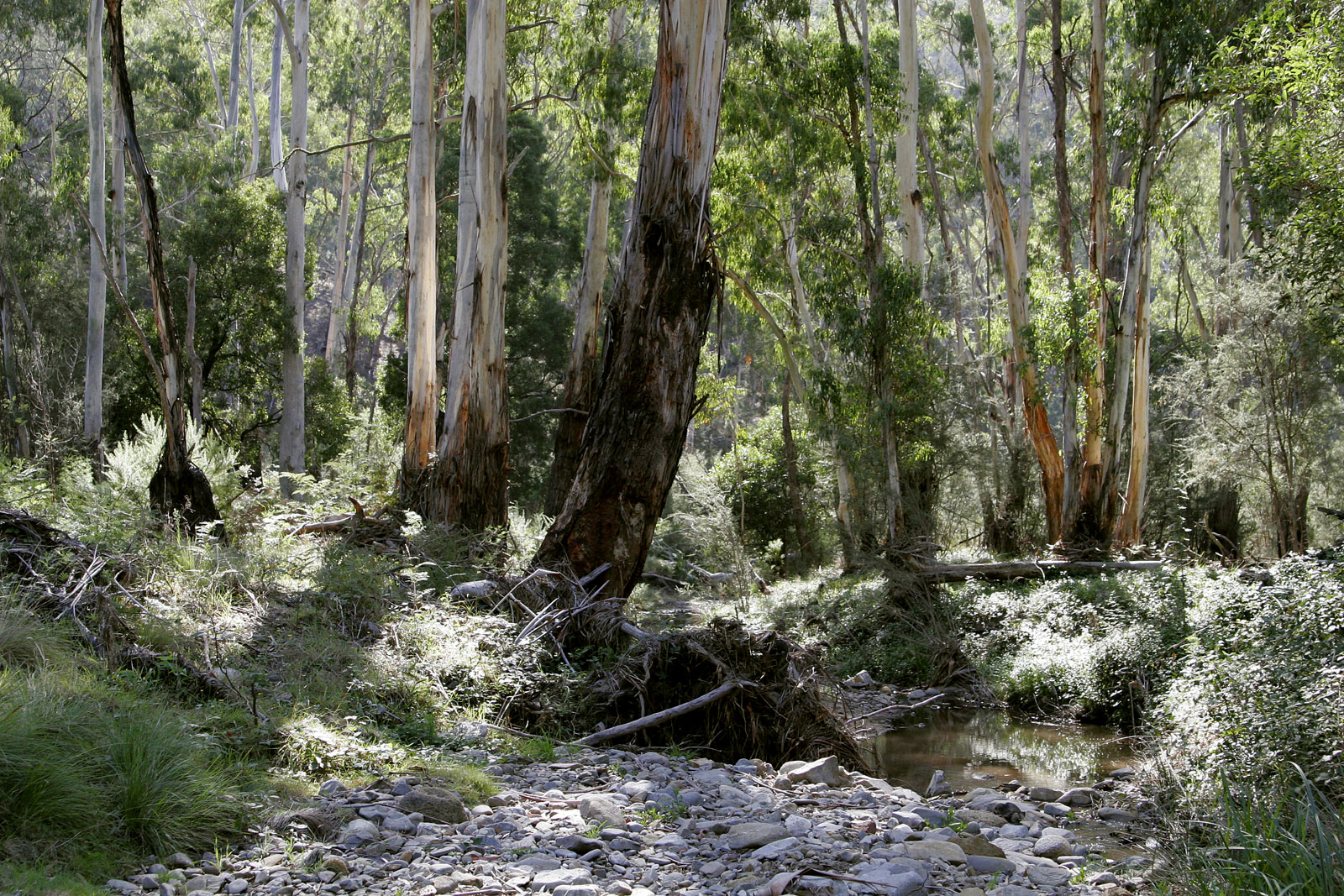
بیشه‌زاری در استرالیا

بیشه (پارسی میانه: ویشَک) یا بیشه‌زار (به انگلیسی: The Bush)، به درختزارها و مناطق کشت‌نشده و توسعه‌نیافته گفته می‌شود. گیاگان و زیاگان این زیستگاه بیشتر دارای گونه‌های بومی منطقه است، اگرچه گونه‌های بیگانه نیز ممکن است وجود داشته باشد. در لغتنامه دهخدا در تعریف بیشه آمده است: «زمینی غیرمزروع که درختان و نی و دیگر رستنی‌ها در آنجا تنگ درهم آمده و صورت حصاری به خود گرفته است.»
واژهٔ بیشته بیشتر در میان انگلیسی‌زبانان استرالیا به کار می‌رود. در کاربرد استرالیا و نیوزیلند، واژهٔ بیشه برای جنگل یا درختچه‌زار است که احتمالاً از واژهٔ هلندی "bos/bosch" (به معنی "جنگل") گرفته شده است که توسط ساکنان آغازین هلندی در آفریقای جنوبی برای مناطق کشت‌نشده در میان آفریکانرها استفاده می‌شد.
در کانادا به‌طور گسترده، به مناطق بزرگ جنگلی این کشور گفته می‌شود. در آمریکا نیز در ایالت آلاسکا به همین شکل به کار می‌رود.

## طبقه‌بندی
- ببشه‌زار و درختچه‌زارهای بسته
- بیشه‌زار و درختچه‌زارهای باز